# Kaliwerk Zielitz
Kaliwerk Zielitz (mine de potasse de Zielitz) est une mine d’extraction de minerai de potasse, qui comprend les installations de traitement, à Zielitz (land de Saxe-Anhalt). C’est la plus grande mine de potasse d’Allemagne, et l’une des plus grandes du monde.

## Histoire

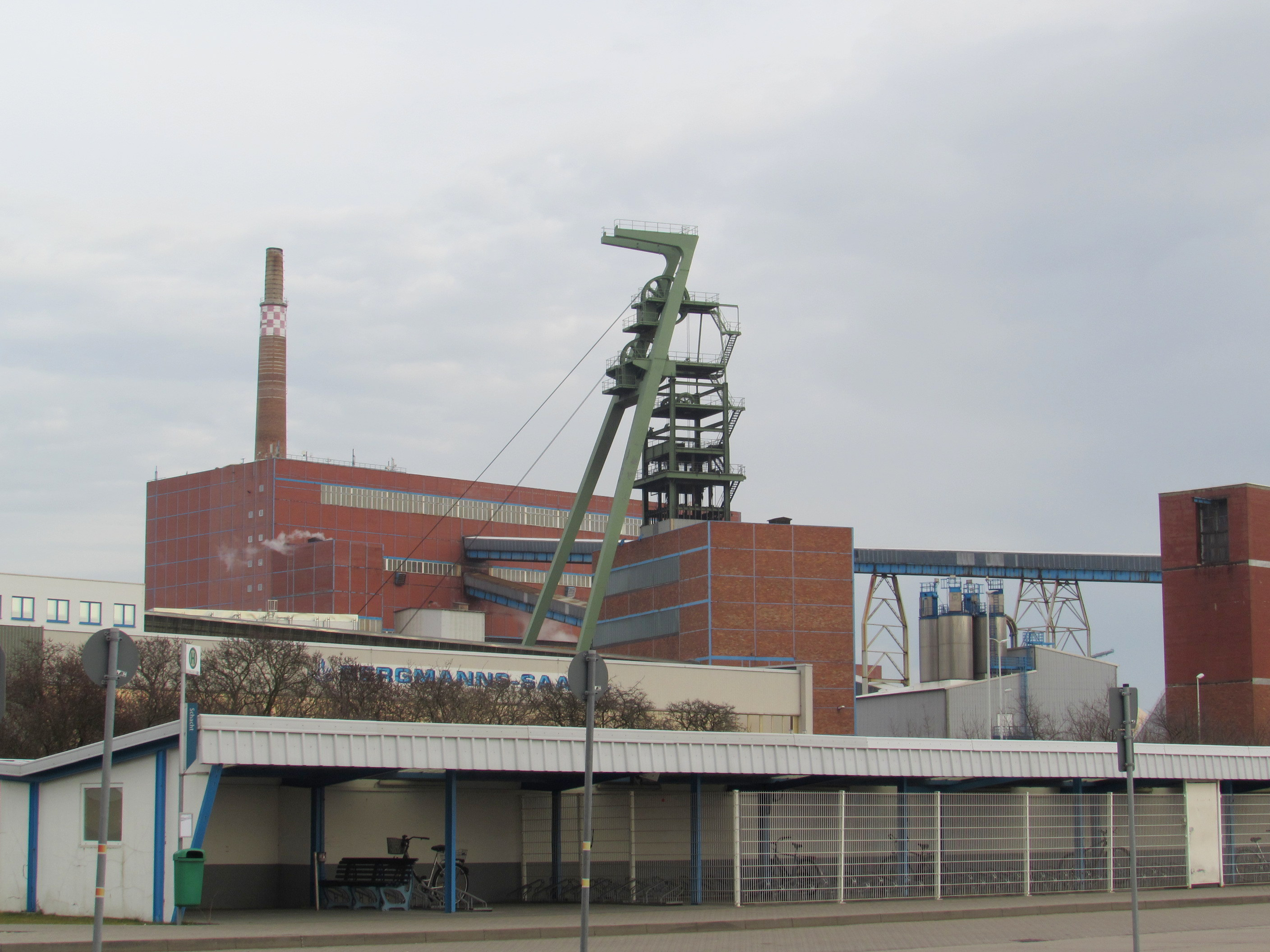
Chevalement du puits 2

L’histoire de l’exploitation de la potasse à Zielitz commence en 1960 avec le programme de forage destiné à étudier le gisement de „Calvörde“. En 1963, la décision est prise de construire la mine de potasse, et seulement un an après, la « première pierre » est posée. On commence alors à creuser les premiers puits à la verticale du plus grand gisement de l’Allemagne de l’Est. Environ deux ans plus tard, la profondeur maximale est atteinte, avec 806 mètres à la verticale du puits I, et 740 mètres à la verticale du puits II. En 1968, le Volkseigener Betrieb Zielitz Ernst Schneller (de) est fondé. Le Volkseigene Betrieb est le premier site du Kombinat Kali (de). En 1969, la mine commence l’exploitation du sel brut, et la construction de l’infrastructure souterraine. Quatre ans plus tard, l’exploitation de la potasse s’installe dans la durée. La production annuelle en 1989 est d'environ 7,4 millions de tonnes. La même année, on extrait la 100 millionième tonne de sel brut.
Après la réunification allemande, la mine est privatisée. Tout d’abord, en 1990, Zielitzer Kali AG est fondé, pour être intégré un an plus tard à Mitteldeutsche Kali AG. Après la fusion des mines de potasse en 1993, Zielitz a été intégrée à K+S AG et K+S Kali GmbH, respectivement. Depuis 1995, les cavités servent de décharge souterraine.

## Caractéristiques
Kaliwerk Zielitz dispose de cinq puits. Les puits I et II sont des puits jumeaux, le premier puits étant un puits de forage, et le deuxième un puits d’exploitation. Les puits III et IV sont des puits jumeaux d’aérage, toutefois sans installation en surface. Le puits V, initialement prévu pour l’aérage, a été stoppé à 230 mètres de profondeur.

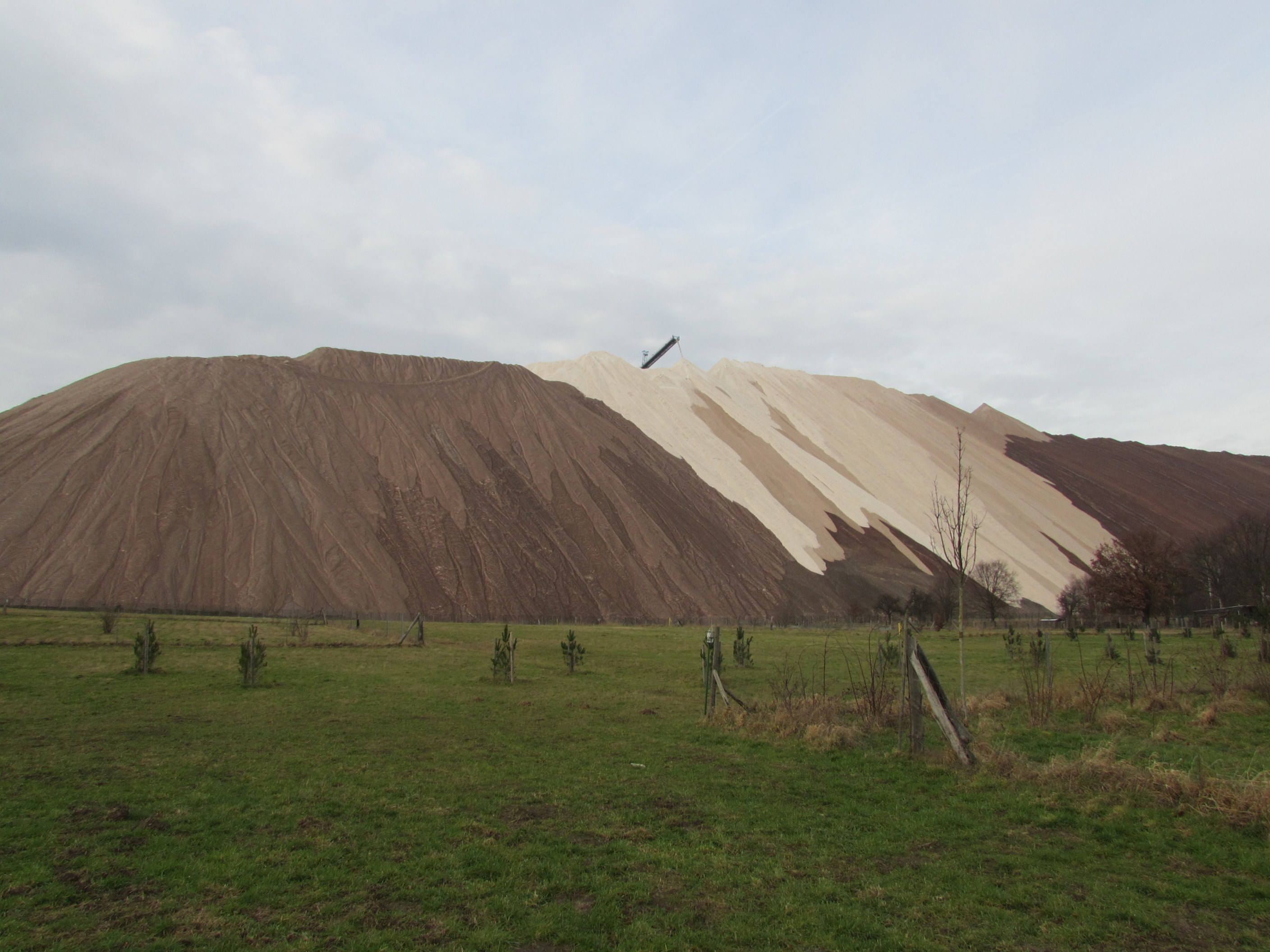
Terrils à Zielitz

Dans les mines de potasse de Zielitz, dans les années 2010, 12 millions de tonnes de sel brut (ou encore 41 000 tonnes par jour) sont exploités, ce qui correspond à 30% de la production totale de K+S Kali GmbH. C’est donc une des plus grandes mines du monde. On exploite avant tout des sels bruts contenant de la potasse, qui sont utilisés pour la production d'engrais, pour des applications industrielles et pour la production dans l'industrie alimentaire (animale et humaine). Sur les quelque 12 millions de tonnes de sel brut, environ 2 millions de tonnes de produits finis aptes à la vente sont produits chaque année. Le sel est exporté dans le monde entier. L’épaisseur des filons de sel gemme et de sel de potasse atteint en moyenne 7.4 mètres, la teneur en matière valorisable du sel brut correspond à environ 11 % d'oxyde de potassium. La zone minière couvre une superficie d'environ 61 kilomètres carrés, s'étendant sur environ 19 kilomètres du sud-est au nord-ouest et sur environ six kilomètres du sud-ouest au nord-est. L'exploitation a lieu à des profondeurs comprises entre 400 et 1300 mètres. L'exploitation minière se fait dans le cadre de ce qu'on appelle Örterbau (de), de sorte qu’il reste des piliers carrés qui soutiennent la couverture rocheuse. La mine de potasse de Zielitz compte au total quatre puits, dont deux servent exclusivement à la ventilation. La production totale de la mine de potasse Zielitz s'élevait à plus de 300 millions de tonnes de sel brut au milieu des années 2010. La 100 millionième tonne a été extraite en 1989, la 200 millionième en 2001 et la 300 millionième en 2010.

Le sel brut extrait est ensuite traité sur place dans la propre usine de l'usine. Environ 90 pour cent du volume de production est transporté par rail, l'usine est reliée à la Ligne ferroviaire Magdeburg-Wittenberge (en) . La gare de Zielitz est étendue à quatre voies pour assurer l'exploitation parallèle du S-Bahn Mittelelbe (en) et du trafic de marchandises. Les routes et les voies navigables intérieures constituent d'autres voies de transport. Les déblais (morts-terrains) sont transportés vers des terrils au nord-est de la mine. Ces terrils sont appelés la Monte Kali en raison de leur couleur blanche.
La mine de Zielitz possède sa propre centrale. Elle sert à produire de l'électricité et de la vapeur pour les installations de production et de séchage en surface. Le gaz naturel est la source d'énergie. Le propre taux d’approvisionnement en électricité est d'environ 65 pour cent.
En 2016, la mine de potasse de Zielitz emploie environ 1800 personnes. Cela en fait l'un des employeurs les plus grands et les plus importants de la région. Environ 120 stagiaires y sont formés, ce qui correspond à un quota de formation d'environ 7 %.